# Hvideruslands flag
Hvideruslands flag blev vedtaget den 7. juni 1995 som en følge af en folkeafstemning måneden før. Flaget erstattede det hvid-rød-hvide flag, som blev brugt før Sovjetunionen s stiftelse i 1919, og efter unionens opløsning i 1991. Feltet ved stangsiden af flagdugen forestiller et typisk mønster som benyttes i hviderussisk folkekunst, ikke mindst i vævet tøj. Det er holdt i farverne hvid og rød, som traditionelt har vært de hviderussiske farver.
Flaget er i dag en modificeret variant af flaget som symboliserede Hviderusland i Sovjetunionen og som blev brugt fra 1951 til selvstændigheden i 1991. Modifikationen består hovedsageligt i, at symbolet for sovjetkommunismen, korslagt hammer og segl med stjerne over, er fjernet. I perioden fra unionen i 1919 til 1951 havde Hviderusland en række forskellige flag efter sovjetisk mønster.
Demokratiske og nationalistiske grupperinger bruger forsat nationalflaget fra 1991, til trods for, at det blev forbudt af præsident Aleksandr Lukasjenkos regering. Blandt andet bliver flaget brugt i demonstrationer mod regeringen og af den hviderussiske diaspora. Neutrale udenlandske observatører har sagt, at folkeafstemningen, som ledte til det nuværende flag, ikke opfyldte demokratiske mindstekrav.

## Eksternt link
- Belarus på Flags of the  World

- Wikimedia Commons har flere filer relateret til Hvideruslands flag

| Flag | Spire Denne artikel om flag eller vexillologi er en spire som bør udbygges. Du er velkommen til at hjælpe Wikipedia ved at udvide den. |